# Empresas CMPC
Empresas CMPC, conocida también como La Papelera, es un holding forestal y papelero chileno controlado por la familia  Matte, fundado por Decreto Supremo n°589 y con firma del Presidente de la República, Juan Luis Sanfuentes, el 12 de marzo de 1920, como Compañía Manufacturera de Papeles y Cartones.
En la actualidad la firma cuenta con el segundo patrimonio forestal de Chile y su principal negocio es el de la celulosa, que representa cerca de un 33 % de sus ventas consolidadas. Su capacidad de producción alcanzó a 4,1 millones de toneladas anuales tras la puesta en marcha, en mayo del año 2015, de una segunda línea en la planta Guaiba (celulosa), la cual se ubica en Estado de Rio Grande do Sul, en el sur de Brasil.
Las agencias clasificadoras de riesgo la describen como una empresa diversificada tanto en sus negocios como en los mercados de destino de sus productos.
Transa sus acciones en las bolsas chilenas bajo el nemotécnico CMPC y su capitalización bursátil finalizó el 2015 sobre los US$ 5 900 millones.

## Historia

### Fundación y primeras décadas
Según consta en los registros de CMPC, su primer directorio lo formaron Gustavo Adolfo Vergara Cárcamo, como presidente, y Arturo Guzmán, Ramón Huidobro y Vicente Izquierdo, como directores. Director gerente fue nombrado Luis Matte Larraín y como jefe técnico, Germán Ebbinghaus. El hermano del primero, Arturo Matte Larraín, también participó como socio fundador.
Luis Matte Larraín previo a la puesta en marcha de la empresa viajó junto a su compañero de curso de la Universidad de Chile el ingeniero Hernán Lois Fraga con el objeto de conocer en el extranjero y traer nuevas tecnologías a Chile, Hernán Lois Fraga fue la persona que trajo el pino insigne a Chile y descubrió que crecía con suma facilidad en las tierras chilenas.
Su capacidad de producción alcanzaba las 2 200 toneladas por año entre papeles de envolver y cartones. Su ubicación original estaba en Puente Alto, al sur de Santiago.
En agosto de 1936 Luis Matte Larraín, de 46 años, falleció, dejando un vacío de poder que sería ocupado por Jorge Alessandri Rodríguez, quien permanecería ligado a la compañía hasta su muerte, en 1986, con breves interrupciones para asumir como legislador y Presidente de la República.
En el plano forestal, ya en 1940, la llamada Papelera había dado un paso importante al adquirir el predio Los Pinares, cerca de Concepción, con una de las reservas más importantes de pino insigne de la región.
En 1942 llegó a un acuerdo para comprar la Compañía Chilena de Celulosa y Papel S.A. A comienzos de 1951, tomó la decisión de construir una fábrica de celulosa (con capacidad de 90-100 toneladas diarias) y otra de papel de diario (de 44 mil toneladas), las que se instalarían en San Pedro y Laja.

### Intento de expropiación por el gobierno de la Unidad Popular
En los años 1970, para nadie constituía misterio que una de las empresas monopólicas que el programa del gobierno de Salvador Allende se proponía incautar era la Compañía Manufacturera de Papeles y Cartones, la mayor de las empresas privadas chilenas y la más grande de Latinoamérica en su rubro. Su producción de celulosa alcanzaba en 1970 a 220 mil toneladas anuales y la de papeles, a 150 mil toneladas. Las exportaciones llegaban casi a US$30 millones. El mismo Allende, en “visita de cortesía” post electoral a Jorge Alessandri, le reiteró que expropiaría La Papelera por el bien de Chile, no por el hecho de que Alessandri fuera su presidente, sino porque estaba en la lista de empresas que debían pasar a manos del Estado.
A cinco meses de asumida la Unidad Popular, el 21 de marzo de 1971, se informó oficialmente que el “gobierno enviará a la Contraloría un decreto del Ministerio de Economía para expropiar y estatizar la Compañía Manufacturera de Papeles y Cartones de Puente Alto S.A, pasando a manos del Estado sus plantas industriales de celulosa y papel de diario en Puente Alto, Laja, y San Pedro, en Concepción… De la política del gobierno a la producción de celulosa y papeles, se desprende que también pasará al control estatal la fábrica de papel de diario que posee en Nacimiento, INFORSA, que desde hace algunos años afronta difícil situación económica, especialmente por la falta de mercados en el exterior para colocar su producción…”. La arremetida legal llegó en mayo, cuando el Ejecutivo envió a la Cámara de Diputados un proyecto para crear el Instituto del Papel, destinado a formar un monopolio estatal, el que fue rechazado.
En junio de 1971 el proceso de estatización de empresas se había extendido hasta alcanzar 399 industrias bajo control del Estado. El ministro Orlando Millas reiteró la atribución del Estado de hacerse de la compañía: “El gobierno explicó que la incorporación de la Compañía Manufacturera de Papeles y Cartones al Área Social se justifica porque Chile está produciendo anualmente más de 150 mil toneladas de papel en general, 120 mil toneladas de papel para periódicos y sobre 200 mil toneladas de celulosa, existiendo perspectivas realistas de un rendimiento muy superior. Se trata de la riqueza nacional más importante, después del cobre, y la gran empresa monopolista que es la Compañía Manufacturera de Papeles y Cartones, cuyo desarrollo se ha financiado con créditos y avales estatales, influye en las posibilidades de expansión de gran parte de la restante industria de las más diversas ramas”. 
Justificaba así una presión hacia los accionistas y ejecutivos: el entonces departamento de Delito Tributario citó por orden alfabético a cada accionista para investigarlo; en junio de 1972 se instaló en las oficinas de gerencia un grupo de inspectores que revisaron durante más de un año todas las operaciones de exportación. A estas alturas, La Papelera se había convertido en un símbolo para los opositores al gobierno. Firmes ante la presión, en la Junta General de 1972, por unanimidad, los accionistas reiteraron su decisión de no vender ni una acción al gobierno.
Ante la ofensiva concertada, todos los sectores papeleros reaccionaron con firmeza, tomando una actitud defensiva frente a las presiones de la Unidad Popular (UP). Esta reacción defensiva se plasmó en una campaña coordinada por los directivos de CMPC, que se desplegó en varios frentes y contó con destacados actores. Ernesto Ayala se multiplicó en reuniones, conferencias de prensa, entrevistas, polémicas radiales o televisivas, y el gerente comercial, Víctor Granifo, discutió a nivel técnico, confeccionó gráficos explicatorios y desafió públicamente a las autoridades. Para las dueñas de casa, los estudiantes, los trabajadores agrupados en asociaciones gremiales, y especialmente para los medios de comunicación, la situación papelera fue dramática noticia diaria.
En forma de eslogan, se repitió el grito «¡La Papelera No!» —frase creada por el publicista y actor Jaime Celedón— en cada unidad productiva de la compañía. En un catastrófico balance anual, los accionistas de La Papelera se informaron de que habían perdido en el ejercicio E° 800 millones, suma que, más las pérdidas del ejercicio anterior, llegaba a mil millones. Así lo confirmó a todo el país Ernesto Ayala, al concurrir el 24 de junio al programa de televisión “A Esta Hora Se Improvisa”, donde relató las nuevas alzas impuestas por empresas del Estado, otras controladas por el gobierno y proveedores autorizados a alzas por Dirinco.
Ante tal desastre, en julio se inició una campaña financiera para ayudar a La Papelera y se creó el Comité de Defensa de la Compañía de Papeles. Hacia fines de este mes -el 25- la Cámara de Diputados convocó a una sesión especial dedicada a La Papelera, en la cual por 54 votos contra 16 se acordó “protestar enérgicamente por los atropellos graves a las garantías constitucionales que las actuaciones denunciadas significan”… “Y declara que cabe al Presidente de la República la responsabilidad máxima por la mantención de esta política discriminatoria, inconstitucional e ilegal del Ministerio de Economía, no obstante los terminantes dictámenes de la Contraloría y aún de sus propios compromisos”.

### Actividad posterior
En 1976 se concretó el alejamiento del director y principal accionista, Eliodoro Matte Ossa, quien dejó a su hijo Eliodoro Matte Larraín en su reemplazo, el cual en la actualidad es el presidente de la compañía.
En julio de 1981, Matte, con estudios en Estados Unidos, asumió la gerencia general por Ernesto Ayala.
En 1990 CMPC comenzó a operar Celulosa del Pacífico, en las cercanías de Angol. Luego, en Quilicura, inauguró otra planta de cartón corrugado.
A mediados de los años noventa ingresó a Argentina, Paraguay y Uruguay.
La empresa ha invertido más de US$ 7.500 millones durante 2009-2015 en nuevos proyectos.
CMPC está terminando un gran periodo de inversión que comenzó el año 2009 y terminó el 2015 con el inicio de la segunda línea de Guaiba, el proyecto más grande de la historia de CMPC.

## Controversias
- Una investigación judicial llevada a cabo durante el año 2011, indica que la empresa CMPC participó activamente en el asesinato de 14 de sus trabajadores en el año 1973, durante la dictadura militar, período en el cual se encontraba en el directorio de la empresa el expresidente Jorge Alessandri Rodríguez y como mayor accionista Eliodoro Matte Ossa. Recientemente han aparecido más elementos que confirman la participación de CMPC en estos crímenes.[3][4]

- En octubre de 2015, la Fiscalía Nacional Económica acusó a la compañía de coludirse durante una década con SCA, otra empresa del mercado de papeles tissue para defraudar a los consumidores, acordando sus precios y participación en el mercado, en lo que rápidamente se conoció como el "cartel del confort".[5]

- En diciembre de 2016, una investigación del periódico La Tercera, reveló que existió una colusión de precios con la multinacional Kimberly Clark en el mercado de pañales de bebé, entre los años 2002 y 2009.[6]